# Erkki Rajamäki
Erkki Rajamäki (* 30. Oktober 1978 in Vantaa) ist ein ehemaliger finnischer Eishockeyspieler, der unter anderem bei den Espoo Blues, Ilves Tampere, HPK Hämeenlinna und dem Helsingfors IFK in der SM-liiga aktiv war. Seit seinem Karriereende arbeitet er als Scout für US-amerikanische NHL-Franchises.

## Karriere

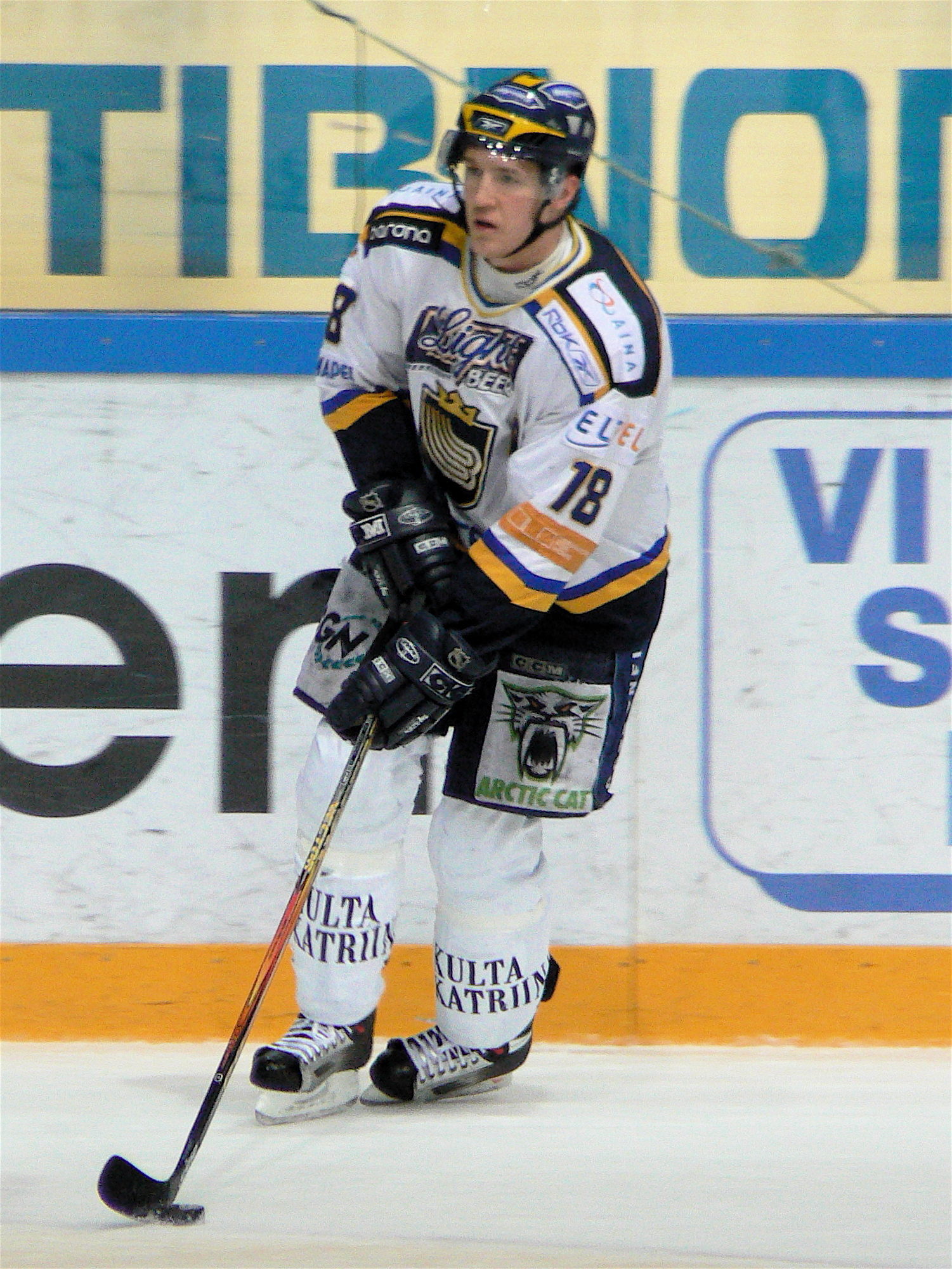
Rajamäki im Trikot der Espoo Blues

Erkki Rajamäki begann seine Karriere als Eishockeyspieler bei Kiekko-Vantaa, in dessen Jugendmannschaften er von 1994 bis 1998 aktiv war. Anschließend wechselte er zu Helsingfors IFK, für den er in der Saison 1998/99 sein Debüt in der SM-liiga gab, als er in 14 Spielen punktlos blieb und zwei Strafminuten erhielt. Anschließend wurde er im NHL Entry Draft 1999 in der achten Runde als insgesamt 216. Spieler von der Tampa Bay Lightning ausgewählt, für die er allerdings nie spielte. Nach einem Jahr in der Mannschaft der Colgate University kehrte der Finne nach Europa zurück, wo er in der Saison 2000/01 für seinen Ex-Klub aus Helsinki auflief. Zudem stand er in dieser Spielzeit für FPS Forssa aus der Mestis und die Newcastle Jesters aus der britischen Ice Hockey Superleague auf dem Eis. 
Anschließend spielte Rajamäki in der SM-liiga zwei Jahre lang für HPK Hämeenlinna und eine Spielzeit lang für Ilves Tampere. Zur Spielzeit 2004/05 ging der Stürmer ein zweites Mal nach Nordamerika, wo er in der American Hockey League für die Worcester IceCats aktiv war. Nachdem er die folgende Spielzeit bei den Peoria Rivermen aus der AHL und den Utah Grizzlies aus der ECHL begonnen hatte, kehrte er nach Finnland zurück, wo er von 2005 bis 2010 bei den Espoo Blues unter Vertrag stand. Mit Espoo erreichte Rajamäki in der Saison 2007/08 das Meisterschaftsfinale der SM-liiga, in dem er mit seinem Team gegen Kärpät Oulu verlor. 
Nachdem er während der Saison 2010/11 mit dem Spielbetrieb aussetzte, schloss er sich zur folgenden Spielzeit seinem Ex-Klub, dem amtierenden finnischen Meister Helsingfors IFK, an. Im Oktober 2012 wechselte er innerhalb der SM-liiga zu Ilves Tampere.

## Erfolge und Auszeichnungen
- 2008 Finnischer Vizemeister mit den Espoo Blues